# Костел Святого Георгія (Краснопілля)
Костел Святого Георгія у селі Краснопілля Березанської селищної громади Миколаївського району Миколаївської області був побудований у 1900—1902 роках німецькими колоністами, що також заснували село.

## Історія
Спочатку село Краснопілля мало німецькомовну назву «Блюменфельд» (Квіткове поле). Воно було засноване у 1862 році німцями-колоністами та території тодішнього Одеського повіту Херсонської губернії.
У 1900 році в селі Блюменфельд почали зводити кам'яну католицьку церкву. Згодом вона була названа на честь Святого Георгія. Будівництво костелу обійшлося у 30 тисяч рублів. Після завершення будівництва костел був освячений єпископом А. Церром. Під час Другої світової війни костел був сильно пошкоджений, всі цінні речі зникли. У 1944 році всі німці села були виселені з нього. Після цього костел використовувався як склад, а згодом — як будинок культури. З 1970-х років приміщення не використовувалося. З часом воно було повністю занедбане та почало розпадатись.
У 2013 році на честь 150-річчя заснування німецької колонії Краснопілля відвідали нащадки виселених із села німців. Тоді поблизу костелу був встановлений пам'ятний хрест.
Костел Святого Георгія визнаний щойно виявленим об'єктом культурної спадщини. Проте попри це храм перебуває в аварійному стані.

## Галерея

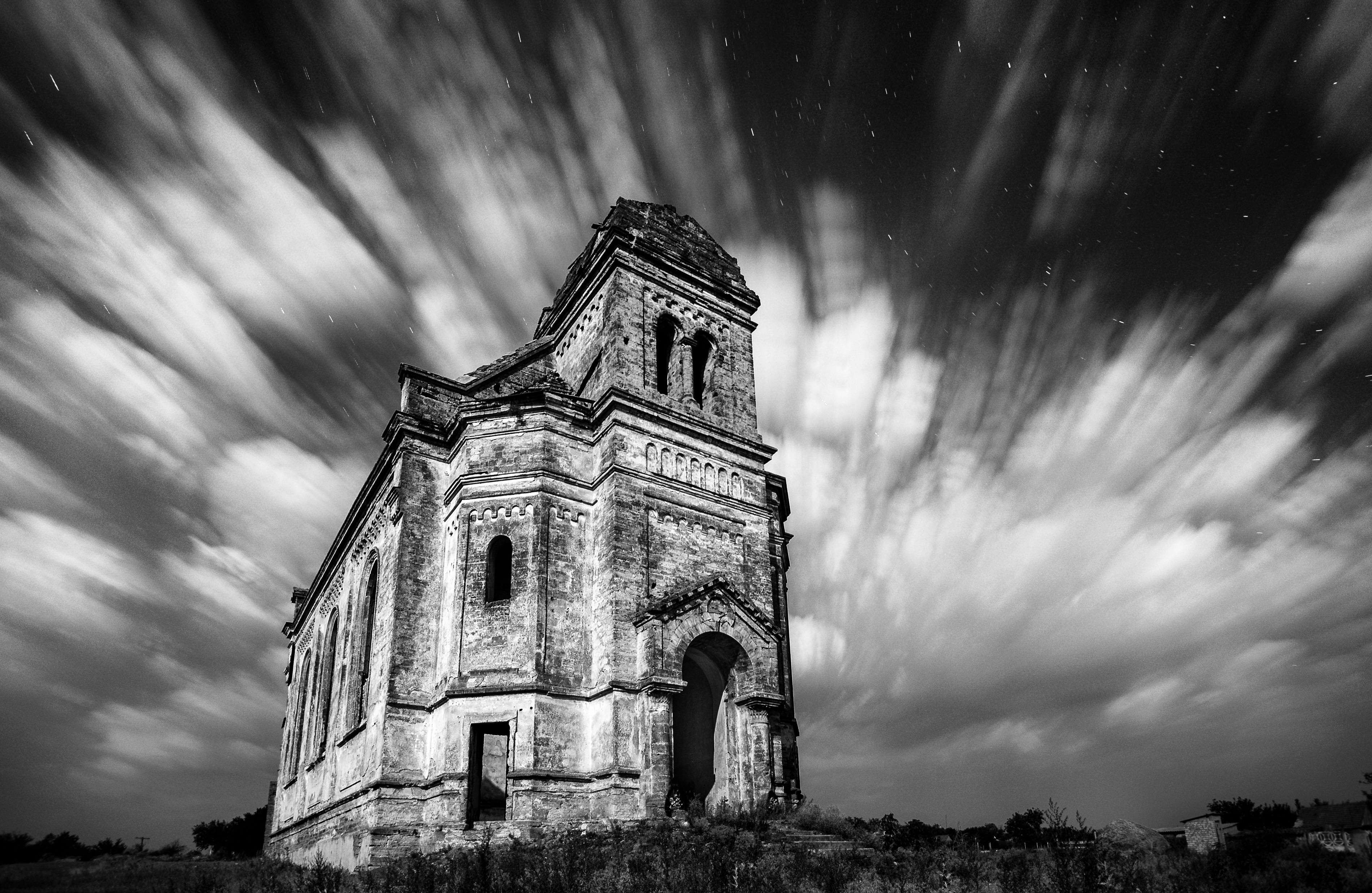
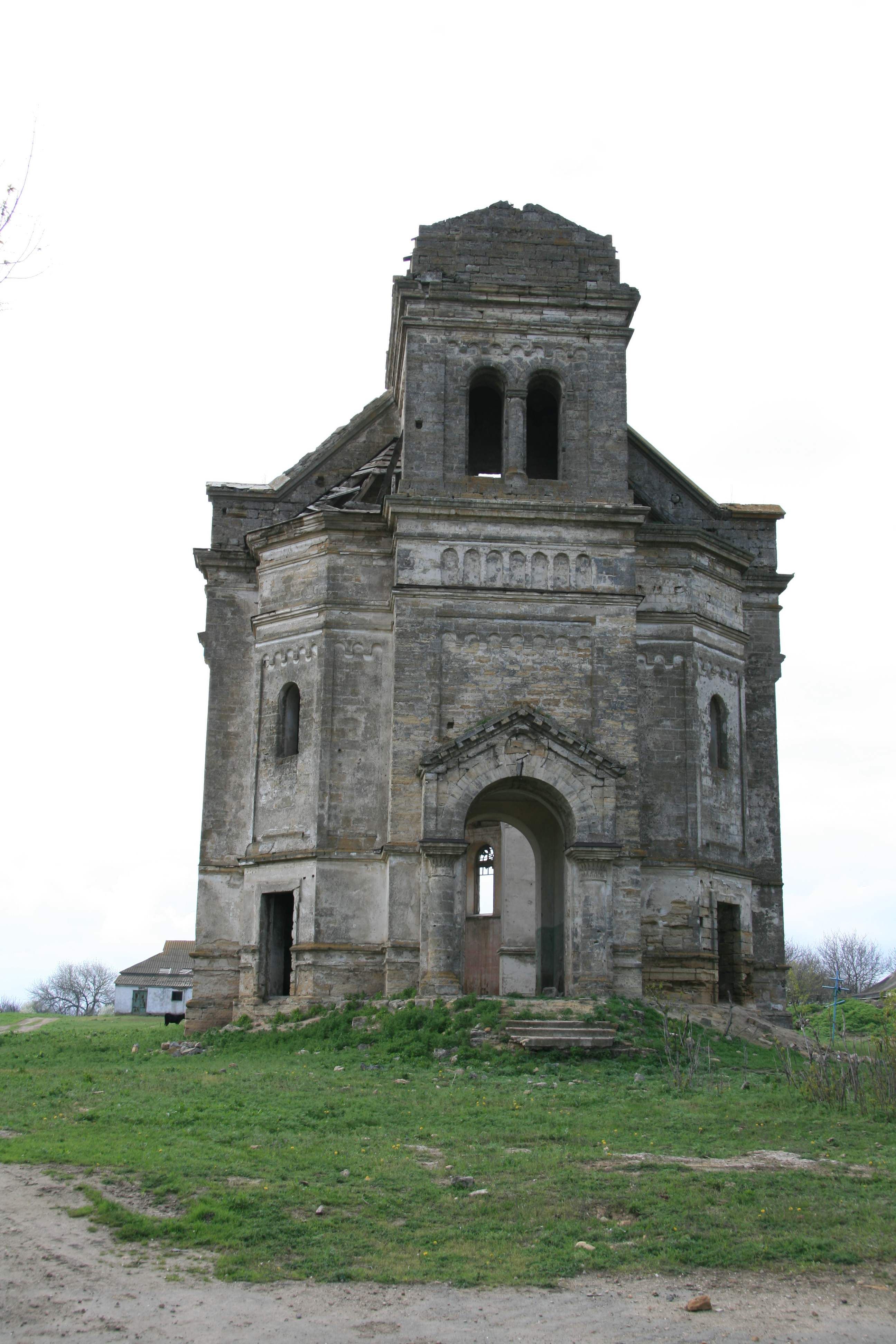
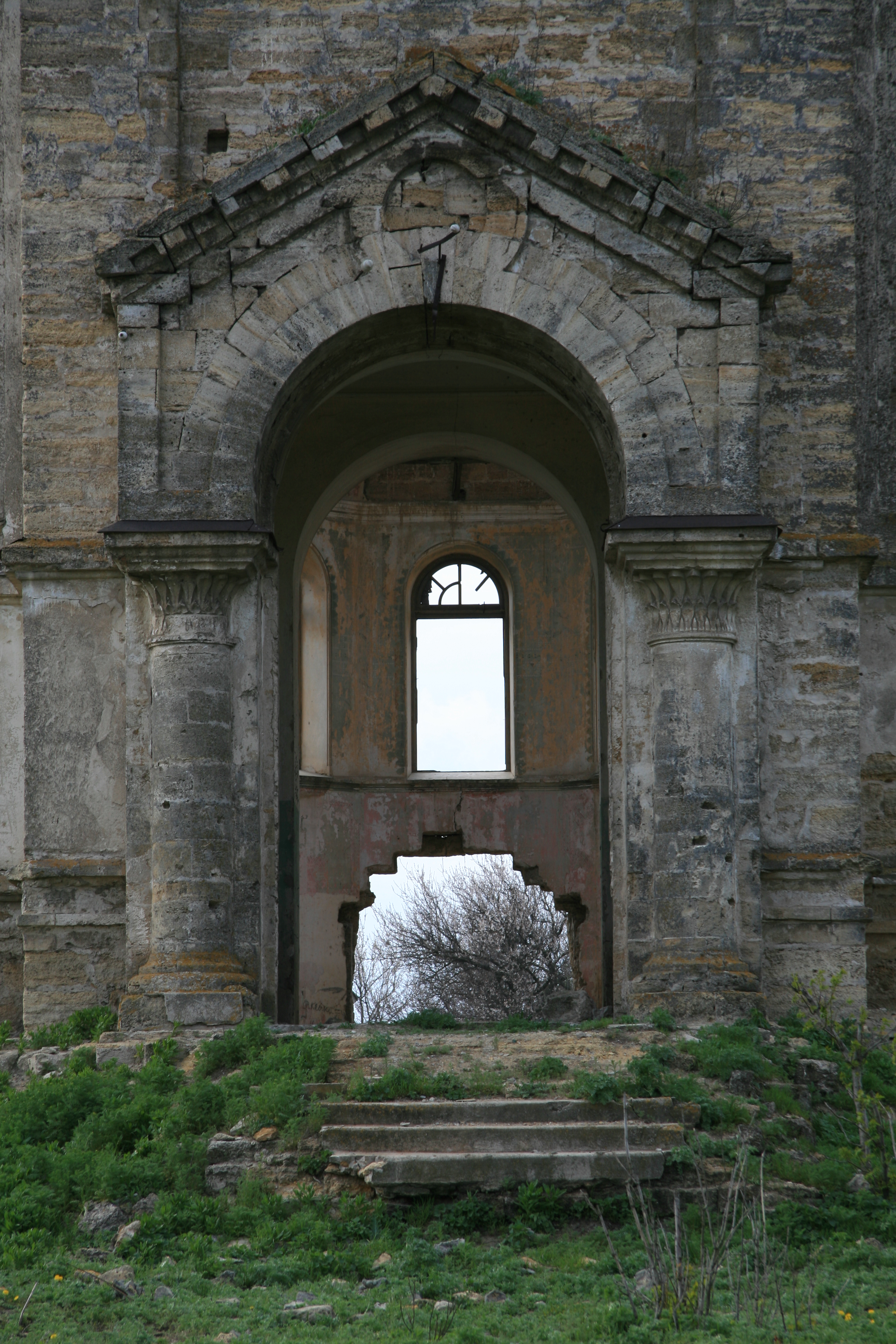
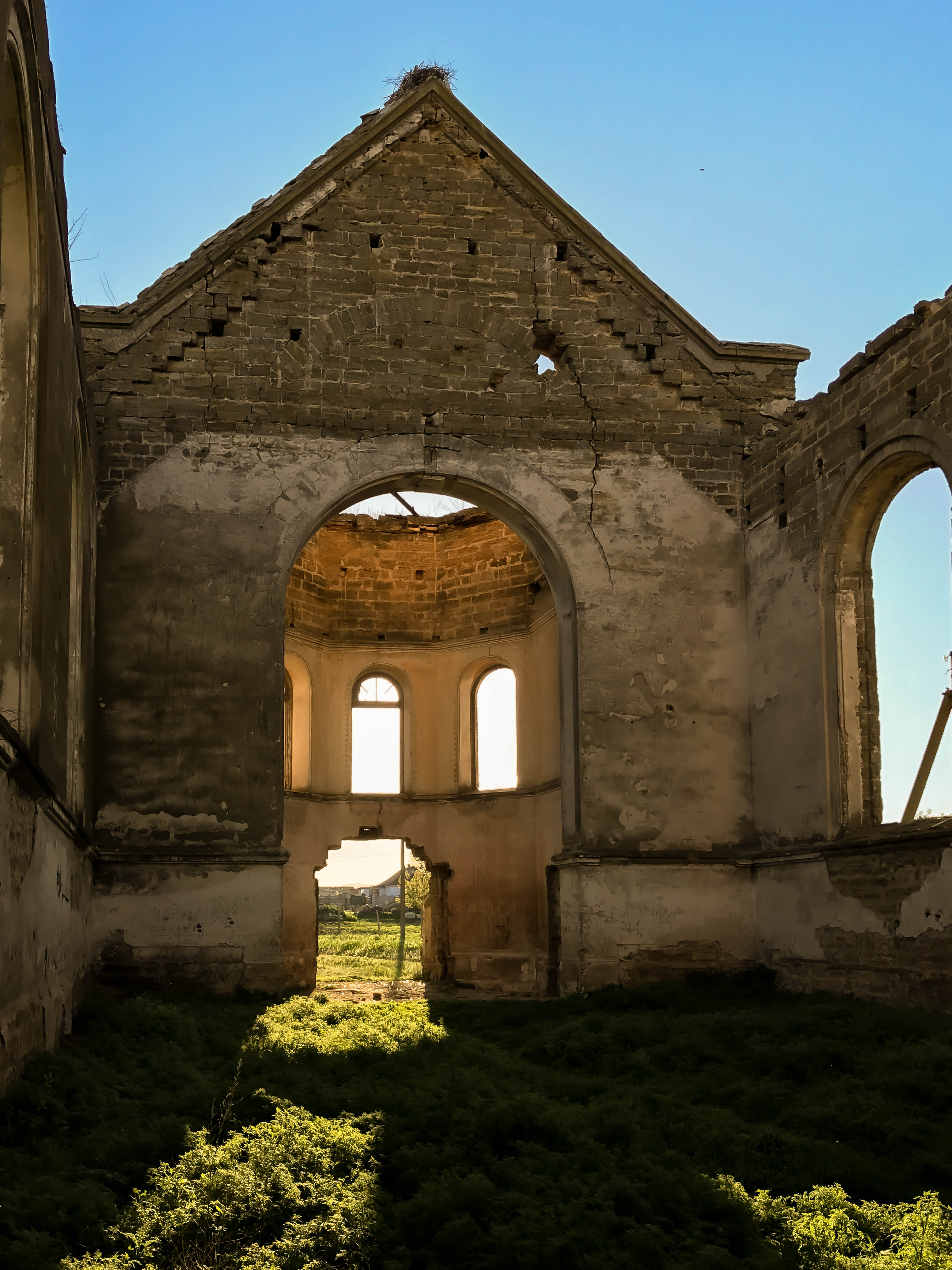

## Архітектура костелу
Костел має довжину 36 метрів, ширину — 15 метрів, а висота дзвіниці — 38 метрів. Храм мав три вівтарі: головний (висота 2,85 м, ширина 1,42 м; прикрашений позолоченою дубовою скульптурою Святого Георгія) та два бічні. Над входом у костел було місце для органа. Ікони, скульптури та інші цінні речі зникли в повоєнні часи.